# Комментарии (журнал)
Литературно-культурологический журнал «Комментарии» основан в 1992 году писателем и издателем Александром Давыдовым.
Задача журнала — знакомить российского читателя с новейшими явлениями в области литературы и гуманитарных наук, как в России стране, так и за рубежом. Самым первым или среди первых в России журнал начал публикацию сочинений таких зарубежных философов и культурологов, как Ж. Батай, Ж. Деррида, М. Бланшо, Ж. Делёз, А. Роналл, С. Жижек и мн. др., а также отечественных: В. Подороги, Б. Гройса, М. Рыклина и др. Журнал открыл и немало в настоящее время известных в России литературных имен. В «Комментариях» также публиковались российские ученые-гуманитарии с мировым именем: В. В. Иванов, М. Гаспаров, Б. Успенский и др. Притом, это не сухое академическое издание: журнал старается не терять чувства юмора, не чурается розыгрышей и мистификаций.
Большую роль в становлении и деятельности журнала сыграли поэты Алексей Парщиков и Аркадий Драгомощенко, составлявший «петербургские» номера «Комментариев».
Почти сразу журнал был оценен квалифицированными читателями, чему доказательство — опрос 50 экспертов («Книжное обозрение» 2.1.96), назвавших «Комментарии» в тройке лучших российских журналов. В учебном пособии для гимназий («Русская постмодернистская литература», М., 1999) журнал был рекомендован в качестве дополнительной литературы, а также он использовался в университетах для обучения по специальностям «философия» и «культурология». Замечен журнал был и за рубежом. Тоже в число трех лучших современных журналов России включила «Комментарии» энциклопедия Brittannica (Ежегодник 1997, статья «Русская литература 1996»), и впоследствии упоминавшая журнал среди российских изданий, заслуживающих внимания. Особый интерес читателей привлекали тематические выпуски журнала: «Французская литература. XX век», «Философия искусства», «Упаковка», «Эротика», номер, посвященный памяти А. Парщикова.
С 2003 г. журнал выпускает книжные приложения. В серии «Александрийская полка» были опубликованы произведения В. Аристова, А. Иличевского, А. Таврова и др. Кроме сочинений отечественных авторов, издаются и переводные книги, как поэтические, как и прозаические. Изданы произведения А. Кёстлера, М. Палмера (обе книги с английского), А. Шмидта (с нем.), М. Жакоба, М. Тардьё, Э. Жабеса, Ж. Фоллена, Г. Гоффета (все с франц.) и др.
После некоторого перерыва, в самом начале 2017 г. вышел № 29. www.commentmag.ru. Дата обращения: 12 ноября 2019. журнала (его тема: «Сон»).